# Jericho (TV-serie)
Jericho är en oavslutad dramaserie producerad av CBS Paramount Network Television, med ledande producenterna Jon Turteltaub, Stephen Chbosky och Carol Barbee.
Det var amerikansk premiär för serien onsdagen den 20 september 2006 på kanalen CBS.
Den 12 oktober bekräftade CBS att de hade beställt en hel säsong av Jericho. Men den 16 maj 2007 lät CBS meddela att Jericho läggs ned på grund av låga tittarsiffror. Kampanjer startades av seriens fans för att återuppliva serien. Fansen skickade massiva mängder jordnötter till CBS som hänvisade till säsongsfinalen där ordet "Nuts!" hade varit ett viktigt inslag. Detta blev så stort att CBS lät serien komma tillbaka. Den 6 juni meddelade CBS att Jericho skulle återkomma i en andra säsong på 7 avsnitt. Serien lades sedan ned definitivt och oavslutad på grund av fortsatt dåliga tittarsiffror. Fans hoppas att serien kommer tillbaka på grund av dess "cliffhanger"-slut.

## Handling
Handlingen kretsar kring invånarna i Jericho, en fiktiv liten stad i Kansas (USA), kring följderna efter flera kärnvapenexplosioner runt om i USA. Serien börjar med en synlig kärnvapenexplosion i okänt område nära Denver, Colorado, vilket resulterar i att all el försvinner. Senare återkommer dock elen till Jericho, men snart förstör en elektromagnetisk puls (EMP) all elektronik.

## Rollfigurer

### Jake Green
Jake Green (Skeet Ulrich) är seriens huvudperson.  en 32-åring som hastigt återvänder hem för att besöka sin familj, efter fem års frånvaro, men som blir fast i staden som följd av katastrofen. Efter en spänd återförening med sin far, borgmästaren Johnston Green, blir Jake hjälte i Jericho, efter att ha hjälpt till att försvara staden och dess invånare. När han kommer fram till staden berättar han olika historier om vad han gjort medan han varit borta, bland annat att han spelat baseball och tjänstgjort i både amerikanska armén och flottan.

### Johnston Green
Johnston Jacob Green, Sr. (Gerald McRaney) var under 25 år stadens borgmästare. Han är gift med Gail Green och far till Jake och Eric Green. 
Johnston's politiska rival är Gray Anderson, som vann valet över honom i avsnitt 11 "Vox Populi".

### Gail Green
Gail Green (Pamela Reed) är gift med Johnston Green och mor till Jake och Eric Green.

### Robert Hawkins
Robert Hawkins (Lennie James) och hans familj är nyinflyttade i Jericho.  I det sjunde avsnittet säger Gray Anderson att Hawkins kom till staden endast tre dagar innan attacken, och det talas mycket om dem runt om i staden. I svsnittet Fallout, konstaterar Hawkins att han var polis i Saint Louis, Missouri, och fick träning hos USA:s inrikessäkerhetsdepartement efter 11 september-attackerna.

### Heather Lisinski
Heather Lisinski (Sprague Grayden) är en lärare som är förälskad i Jake.

### Stanley Richmond
Stanley Richmond (Brad Beyer) är en bonde, han är bror till Bonnie Richmond. Han är förälskad i Mimi Clark.

### Emily Sullivan
Emily Sullivan (Ashley Scott) är Jakes före detta fästmö.

### Dale Turner
Dale Turner (Erik Knudsen) är en tonåring som arbetar på Gracie's Market.

## Seriens attacker och överlevande

### Rapporterade attacker

Förstörda städer.

- Ett svampmoln ses resa sig väster om Jericho i det första avsnittet; och det förmodas komma från en explosion i Denver, Colorado. Detta bekräftas senare i en kinesisk nyhetssändning och på den återställda svarta lådan, där en inspelning där piloten rapporterar att han sett ett svampmoln från Denver. I det andra avsnittet, drabbas Jericho av en regnstorm som följd av explosionen.

- Man antar också att Atlanta, Georgia, också blivit attackerat, efter en inspelning på en telefonsvarare som skickats till Dale Turner av hans mamma, under första avsnittet. Samtalet avslutas plötsligt sedan hon reagerat på explosionen och man hör ljuder av en smäll i bakgrunden. Attacken bekräftas även den i den kinesiska nyhetssändningen.

- Chicago, Illinois, bekräftas också den ha blivit attackerad, genom det kinesiska nyhetsinslaget och via Robert Hawkins' karta.

- Los Angeles, Kalifornien, bekräftas ha blivit attackerat, via den kinesiska nyhetssändningen.

- En attack mot Dallas, Texas, bekräftas av den kinesiska nyhetssändningen; En pilot hörs säga att han sett ett svampmoln "någonstans i Texas", genom inspelningen i den svarta lådan.

- Philadelphia, Pennsylvania, finns med på Robert Hawkins' karta.

- San Diego, Kalifornien, finns markerad på Robert Hawkins' karta.

- San Francisco, Kalifornien, identifieras som attacker i den kinesiska nyhetssändningen.

- Seattle, Washington, bekräftas ha blivit attacker genom den kinesiska nyhetssändningen.

- Minneapolis, Minnesota, finns markerat på Robert Hawkins' karta; den finns även markerad på kartan i baren, däremot är det oklart hur invånarna visste att Minnepolis hade attackerats.

- Detroit, Michigan, finns markerad på Robert Hawkins' karta.

- Washington, blev attackerat och är  'försvunnet' rapporterade Gray Anderson, 'ryttarna' som återvände efter att ha utforskat olika områden i USA (efter attacken). Om det blev förstört under inspelningen av valet av kongressen som blev avbruten, borde det betyda att större delen av personerna med ledande rollerna i regeringen, dött under attacken.

- New Orleans, Louisiana, finns markerad på Robert Hawkins' karta.

### Rapporterade överlevande
- Las Vegas, Nevada antas ha klarat sig ganska bra, baserad på informationen från Dr. Dhuwalia i avsnitt 9.

- Lincoln, Nebraska

- New York var från början rapporterad som attackerad, i den kinesiska nyhetssändningen, men senare rapporterades det att staden klarat sig, enligt Gray Anderson. Gray berättar att tre män hann tillfångatas några minuter innan de han detonera.

- Flera överlevande från ett plan som gjorde en nödlandning någonstans i Nebraska dyker upp levande i episod 11, en av dem är Roger, Emilys fästman.

## Avsnitt av Jericho

### Pilot
32-årige Jake Green återvänder för ett snabbt besökt till sin hemstad Jericho, Kansas efter sin mystiska frånvaro under fem år. Medan han är borta, har Jake ingen kontakt med några ur hans familj eller vänskapskrets (eventuellt med sin mor). Jake svarar undvikande om frågor om hans frånvaro. Han blir tillfrågad var han har varit av flera av Jerichos invånare, och han ger dem olika svar.
Jakes mor, Gail Green, som verkar veta var Jake har befunnit under de åren han varit borta, blir väldigt glad och lättad av att se honom hemma igen. Jake diskuterar med sin far, borgmästare Johnston Green, om arvet som Jakes farfar lämnade honom. Johnston vägrar att ge pengarna till Jake förrän Jake börjar med vad Johnston kallar "ett mer produktivt liv." Efter diskussionen, går Jake och besöker sin farfars grav, trots hans mors insisterande. Jake lämnar Jericho samma dag, och berättar för sin mor att han måste återvända till San Diego, Kalifornien.

### Fallout
Invånarna i Jericho hotas av en inkommande regnstorm innehållande radioaktivt avfall som når staden inom två timmar. De tar skydd i sina hus och på stadens två säkraste platser.

### Four Horsemen
Enligt en rubrik utspelar sig början av avsnittet 18 timmar efter bomberna exploderat.

Musik:

Keith Urban - "Once in a Lifetime"

Third Eye Blind - "Narcolepsy"

### Walls of Jericho
En rubrik konstaterar att avsnittet tar sin början fyra dagar efter bomberna och en dag efter att det slutat regnat.

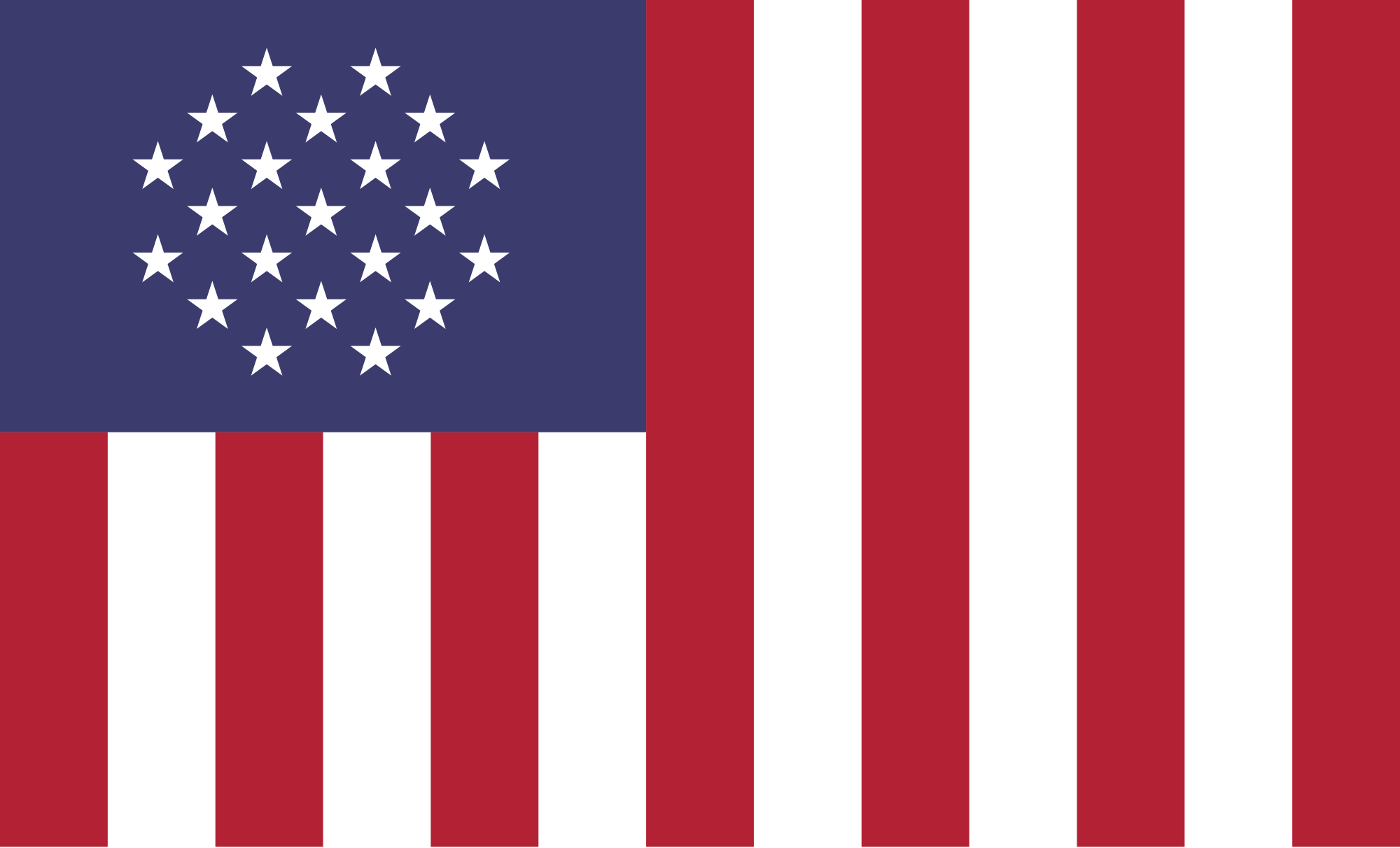
Modifierad flagga.

### Avsnitt totalt
Säsong 1
1. Pilot
2. Fallout
3. Four Horsemen
4. Walls of Jericho
5. Federal Response
6. 9:02
7. Long Live the Mayor
8. Rogue River
9. Crossroads
10. Red Flag
11. Vox Populi
12. The Day Before
13. Black Jack
14. Heart of Winter
15. Semper Fidelis
16. Winter's End
17. One Man's Terrorist
18. A.K.A.
19. Casus Belli
20. One If by Land
21. Coalition of the Willing
22. Why We Fight

Säsong 2
1. Reconstruction
2. Condor
3. Jennings & Rall
4. Oversight
5. Termination for Cause
6. Sedition
7. Patriots and Tyrants

## Internationella sändningar
| Länder         | Kanaler                                                             | Premiär           | Veckoschema     |
| -------------- | ------------------------------------------------------------------- | ----------------- | --------------- |
| USA            | CBS (sändning)                                                      | 20 september 2006 | Onsdagar 20:00  |
| Kanada         | A-Channel/CKAL-TV (sändning) Space: The Imagination Station (kabel) | 20 september 2006 | Onsdagar 20:00  |
| Australien     | Network Ten                                                         | 21 september 2006 | Torsdagar 20:30 |
| Storbritannien | Hallmark ITV1                                                       |                   |                 |
| Rumänien       | AXN                                                                 | 10 december 2006  |                 |
| Sverige        | TV4 Plus & Hallmark Channel                                         | 2007              |                 |
| Polen          | AXN                                                                 | 10 december 2006  |                 |